# Saratoga (New York)
Pour les articles homonymes, voir Saratoga.
Saratoga est une ville des États-Unis dans l'État de New York, au bord du fleuve Hudson, dans le comté de Saratoga.

## Histoire
La bataille de Saratoga est une des plus importantes batailles de la Guerre d'indépendance des États-Unis. Le colonel James Livingston y est mort, en 1832.